# Lodi-Martin Duffour-Dubergier
Lodi-Martin Duffour de Barte dit Lodi-Martin Duffour-Dubergier, né le 20 frimaire de l'an VII (10 décembre 1797) à Bordeaux et mort le 7 avril 1860, est un négociant en vin et maire de Bordeaux de 1842 à 1848. 
Il est président de la Chambre de commerce de Bordeaux de 1846 à 1860 et président du Conseil général de la Gironde de 1842 à 1852. Franc-maçon notoire affilié à la loge anglaise

## Biographie
Fils de Jean-Baptiste Duffour de Barte (1765-1842) armateur, négociant et député de la Gironde et de Françoise du Bergier (1780-?). Dans l’imagerie populaire, les Duffour-Dubergier, alliance en 1796 des Duffour, puissants armateurs, et des Du Bergier, riches négociants en vins, représentent l’archétype du bourgeois bordelais, actif dans les domaines du commerce, de la finance, de la justice et de la politique.
En 1814, à l'âge de 17 ans, son père, soucieux de son éducation de futur négociant, l'envoie d'abord en Angleterre, puis dans les écoles allemandes afin de le spécialiser dans le négoce du vin avec les pays de la Baltique et de la Russie.
En 1842, Lodi-Martin reconnait pour sa fille naturelle Louise Céline Bocquet (dès lors Duffour-Dubergier), née le 25 juillet 1825 à Bordeaux de Louise Virginie Bocquet.
Lodi-Martin Duffour-Dubergier fut le propriétaire de l'hôtel de Lalande, actuel musée des arts décoratifs de Bordeaux qu'il reçoit en héritage de son père Jean-Baptiste Duffour de Barte, 
Amateur d'art, Lodi-Martin Duffour-Dubergier lègue sa collection à la ville de Bordeaux qui la reçoit en 1861. Ainsi, le musée des arts décoratifs peut présenter trente-sept toiles de ce legs, dont des œuvres de l’école espagnole (Bartolomé Esteban Murillo, Pedro de Moya...).

### Actions politiques
Il entre au Conseil municipal de Bordeaux en 1831 à l’âge de 34 ans. Nommé maire en 1842 à l’âge de 45 ans par Louis-Philippe, roi des Français (dans un premier temps, le roi avait nommé le Vicomte de Pelleport qui en raison de son âge avancé – 69 ans - avait décliné la nomination). Il succède ainsi à David Johnson, et ne cesse de clamer « L’âme de Bordeaux, c’est le commerce ». Les élections municipales de 1846 reconduisent Duffour-Dubergier dans ses fonctions, et par goût pour l’administration de Bordeaux, ne se présente pas à la députation, en dépit de ses partisans qui l’y poussent. Duffour-Dubergier représente le courant orléaniste, majoritaire dans l’administration municipale. Il quitte sa fonction de premier magistrat à la chute de la monarchie de Juillet. Il conserve son mandat à la Chambre de Commerce et reçoit cependant Son Altesse Impériale le prince-président Louis-Napoléon Bonaparte en 1852.
Après le terrible incendie des chais la rue Borie de 1845 (quartier des Chartrons), le maire décide de faire poser des bouches d’incendie dans chaque quartier. Dès 1846, il prône la liaison ferroviaire de Paris à Bordeaux-Bastide (qui ne sera réalisé qu’en 1853 sous le mandat de Castéja). La même année a lieu l’inauguration du nouveau palais de justice construit par Thiac. Duffour-Dubergier impose un nouveau numérotage des rues pour faciliter la distribution du courrier et des marchandises. Il obtient la réduction des droits sur les vins exportés en Angleterre. En 1847, il crée les premières crèches et salles d’asile pour les enfants en bas âge. 
Duffour-Dubergier, s’il n’a pas été un très bon orateur, en revanche s’est montré un administrateur hors pair, ayant privilégié le développement commercial de la ville à toute autre action politique.

### Défense des vins de Bordeaux
Lodi-Martin Duffour-Dubergier, négociant en vin est aussi propriétaire du château de Gironville , et du château Smith Haut Lafitte.
Lodi-Martin Duffour-Dubergier, en tant que président de la chambre de commerce, s'investit afin de mettre en place le classement des vins de Bordeaux de 1855 à l'occasion de l'exposition universelle. 
À cet effet, il fit établir une carte des vignobles de Bordeaux où était indiquée les meilleurs crus. De plus il demanda au syndicat des courtiers bordelais de fournir la liste des meilleures productions de la région. Pour ce faire, les courtiers établissent la liste sans dégustation mais en fonction du prix de vente, considérant que les plus chers sont les plus appréciés.

## Distinctions et hommages
- Commandeur de la Légion d'honneur (10 octobre 1850)[11]
- Son buste est exposé sur la façade de l'aile nord du musée des beaux-arts de Bordeaux, sculpture d'Edmond Prévot
- Deux bustes de Maggesi au Musée de Beaux-Arts datés de 1852 (buste à l'antique en marbre[12] et buste en plâtre et en habit[13].)

### Sources
- « Histoire des maires de Bordeaux », sur books.google.fr, 2008 (consulté le 2 avril 2016)
- André Deforges, Les Illustres de Bordeaux : catalogue, vol. 2, Bordeaux, Dossiers d'Aquitaine, 2014, 80 p. (ISBN 978-2-84622-255-6, présentation en ligne).